# Negligencia técnica
Una negligencia técnica es aquel defecto de cálculo en el proceso de diseño de un producto o servicio no sólo evitable, sino que el no evitarlo conlleva responsabilidad pública. Éste defecto tiende a minimizarse hasta no producirse debido a la mejora en la aplicación tecnológica. Para producirse la negligencia técnica, depende más de que el diseñador omita variables o características que debiera tener en cuenta que de cualquier otro factor. Es un problema de diseño.

## Ejemplos
- Construir edificaciones en los cauces de un río, o en terreno fangoso como las proximidades de una marisma donde haya una mala base. Torre de Pisa, Italia.
- En un sistema económico que busca principalmente el ánimo de lucro, puede ser más rentable fabricar un mal producto para obligarlos a requerir compensación, como telefonear al servicio de atención al cliente o adquirir un nuevo producto que solucione su problema; obsolescencia planificada.